# Kurt Neheimer
Kurt Neheimer (* 14. Mai 1924 in Siegen; † 14. Oktober 1995 in Berlin) war ein deutscher Journalist und SED-Funktionär.

## Leben
Kurt Neheimer war einer von zwei Söhnen von Sigmund Neheimer aus einer seit den 1870er Jahren in Siegen ansässigen deutsch-jüdischen Kaufmannsfamilie und seiner zweiten Frau Selma. Er machte eine Gärtner- und eine Tischlerlehre. Um der Verfolgung als Jude zu entgehen, flüchtete er aus dem nationalsozialistischen Deutschen Reich nach Palästina zu seinem Halbbruder Heinz. Er schloss sich in Palästina einer Infanterieeinheit der 8. Britischen Armee an (1943–1946).
Nach dem Ende des Nationalsozialismus kehrte er 1946 nach Deutschland zurück und ließ sich in der SBZ nieder. Er trat in die FDJ und die SED ein und arbeitete zunächst beim Aufbau des sozialistischen Rechtswesens mit. Kurt Neheimer war u. a. Mitglied der SED-Bezirksleitung Schwerin, stellvertretender Chefredakteur der Märkischen Volksstimme, Chefredakteur der Schweriner Volkszeitung (1960–1967) und schließlich Chefredakteur der Wochenpost (1967–1983).

## Auszeichnungen
- 1970 Vaterländischer Verdienstorden in Bronze, 1974 in Silber und 1984 in Gold
- 1980 Orden "Banner der Arbeit", Stufe I

## Schriften
- Der Mann, der Michael Kohlhaas wurde, Buchverlag Der Morgen, Berlin (DDR) 1979; zugleich unter dem Titel Der Mann der Michael Kohlhaas wurde. Ein historischer Bericht, Diederichs, Düsseldorf/Köln 1979